# Гецкин, Арон Соломонович
Аро́н Соломо́нович Ге́цкин (3 февраля 1917, Уфа, Оренбургская губерния, Российская Империя — 1994, Санкт-Петербург, Россия) — ленинградский архитектор, стоявший у истоков проектирования Ленинградского метрополитена. За время работы в Ленметрогипротрансе (до 1977 года Ленметропроект) с 1948 по 1986 год участвовал в проектировании (в качестве автора или руководителя авторских коллективов) около 30 объектов метрополитена. В основном специализировался на наземных вестибюлях, исключение составляют пять подземных залов станций.

## Биография
Родился 3 февраля 1917 года в Уфе в мещанской семье. Переехав в 1932 году с семьей в Ленинград, он стал учиться в школе № 103 Смольнинского района, где проявив свои способности к рисованию был назначен председателем школьного кружка изобразительного искусства. Был награждён как автор лучших работ художником И. И. Бродским, посещавшим ежегодные выставки работ кружка.
Учился в Ленинградском институте инженеров промышленного строительства (отраслевом вузе Ленинградского политехнического института) по специальности «Архитектура» у А. С. Никольского, Н. А. Троцкого, И. П. Натансона, Л. В. Канторовича. В 1939 году с отличием закончил ЛИИПC.
После окончания института был направлен по комсомольскому набору на военную службу в Военно-морской флот. Служил в инженерных войсках на Тихоокеанском флоте, где занимался инженерной подготовкой и строительством береговой обороны. На Дальнем Востоке его и застала Великая Отечественная война. За образцовое выполнение заданий командования в 1945 году был награждён орденом Красной Звезды и медалями.
В 1948 году, желая работать по специальности, демобилизовался в звании инженера-майора, вернулся в Ленинград и поступил на работу в Ленметропроект.
В 1970—1981 годах — начальник архитектурно-строительного отдела.
Скончался в 1994 году в Санкт-Петербурге.

## Проекты

### Вестибюли и павильоны
- «Пушкинская» (1956). Проект павильона стал первой работой творческого дуэта А. С. Гецкина и В. П. Шуваловой.
- «Чернышевская» (1958)
- «Площадь Восстания» (1960) — наземный павильон на Московском вокзале
- «Парк Победы» (1961)
- «Фрунзенская» (1961)
- «Электросила» (1961)
- «Сенная площадь» (1963)
- «Невский проспект» (1963)
- «Горьковская» (1963)
- «Василеостровская» (1967)
- «Маяковская» (1967)
- «Площадь Александра Невского-1» (1967)
- «Московская» (1969) — вестибюли, кассовые залы и подземные переходы
- «Елизаровская» (1970)
- «Ломоносовская» (1970)
- «Звёздная» (1972)
- «Лесная» (1975)
- «Выборгская» (1975)
- «Академическая» (1975)
- «Политехническая» (1975)
- «Гражданский проспект» (1978)
- «Технологический институт» (1980) — второй выход
- «Пролетарская» (1981)
- «Обухово» (1981)
- «Новочеркасская» (1985) — вестибюль и подземный переход
- «Площадь Александра Невского-2» (1985)

### Подземные залы
- «Академическая» (1975)
- «Пионерская» (1982)
- «Удельная» (1982)
- «Новочеркасская» (1985)

### Станции
- «Купчино» (1972)
- «Ленинский проспект» (1977)
- «Девяткино» (1978)
- «Рыбацкое» (1984)

Также является автором проекта станции "Площадь Ленина" Новосибирского метрополитена.